# Liste der denkmalgeschützten Objekte in Hartberg Umgebung
Die Liste der denkmalgeschützten Objekte in Hartberg Umgebung enthält die 7 denkmalgeschützten, unbeweglichen Objekte der Gemeinde Hartberg Umgebung.

## Denkmäler
| Foto |                 | Denkmal                                                                     | Standort                                   | Beschreibung | Metadaten |
| ---- | --------------- | --------------------------------------------------------------------------- | ------------------------------------------ | --- | --- |
| ja   | Datei hochladen | Kath. Filialkirche St. Anna am Masenberg HERIS-ID: 68708 Objekt-ID: 81742   | Flattendorf Standort KG: Flattendorf       | Die Kirche St. Anna am Masenberg wurde Mitte des 15. Jahrhunderts errichtet und 1499 umgebaut. | BDA-Hist.: Q2317170 Status: § 2a Stand der BDA-Liste: 2025-06-30 Name: Kath. Filialkirche St. Anna am Masenberg GstNr.: 754/2 St. Anna church, Flattendorf, Styria |
| ja   | Datei hochladen | Ortskapelle Flattendorf HERIS-ID: 68722 Objekt-ID: 81756                    | bei Flattendorf 9 Standort KG: Flattendorf | Die Kapelle wurde an der Stelle des seit jeher hier stehenden Dorfkreuzes auf letztwilligen Wunsch des Besitzers Johann Kainer 1889 erbaut. Sie wurde zum 100-jährigen Bestehen generalsaniert und in den ursprünglichen Zustand versetzt. Die Kapelle ist ein schlichter Ziegelbau auf quadratischem Grundriss mit 3/8-Schluss und einem Dachreiter an der Westfront über dem Eingang. An den Längsseiten je zwei halbrunde Fenster und außen an der Nordseite eine Gefallenentafel. Die Inneneinrichtung stammt aus der Zeit der Erbauung.                                                                                                | BDA-Hist.: Q38120427 Status: § 2a Stand der BDA-Liste: 2025-06-30 Name: Ortskapelle GstNr.: .175 Ortskapelle Flattendorf                                           |
| ja   | Datei hochladen | Burg Neuberg HERIS-ID: 37297 Objekt-ID: 36394                               | Löffelbach 117 Standort KG: Löffelbach     | Die Burg Neuberg ist einer der bedeutendsten Wehrbauten der Steiermark. Sie befindet sich westlich der Bezirkshauptstadt Hartberg auf 520 Meter Seehöhe über dem Dorf Löffelbach an den Ausläufern des Ringkogels. | BDA-Hist.: Q1013252 Status: Bescheid Stand der BDA-Liste: 2025-06-30 Name: Burg Neuberg GstNr.: 1453 Burg Neuberg                                                  |
| ja   | Datei hochladen | Turm und Burgkapelle Neuberg HERIS-ID: 37298 Objekt-ID: 36395               | Löffelbach 119 Standort KG: Löffelbach     | Im Erdgeschoß des Kanonenturms nahe der Burg Neuberg ist seit 1660 die annähernd quadratische Schlosskapelle eingerichtet. Die Kapelle wurde 1661 geweiht. | BDA-Hist.: Q64512564 Status: Bescheid Stand der BDA-Liste: 2025-06-30 Name: Turm und Burgkapelle Neuberg GstNr.: 1457 Burg Neuberg                                 |
| ja   | Datei hochladen | Löffelbach – Villenkomplex der römischen Kaiserzeit HERIS-ID: 2548seit 2022 | Standort KG: Löffelbach                    | Die Villa Rustica in Löffelbach zeigt die gut erhaltenen Grundmauern eines großen römischen Landsitzes (palastartige Peristylvilla mit Säulengang) aus dem 2. und 3. Jahrhundert nach Christus. Seit der Zeit um 2020 wird auch der Umgebungsbereich erschlossen. Anmerkung: Zusammenfassung zweier archäologischer Fundstätten, siehe ehemalige Denkmäler | BDA-Hist.: Q2525689 Status: Bescheid Stand der BDA-Liste: 2025-06-30 Name: Löffelbach – Villenkomplex der römischen Kaiserzeit GstNr.: Villa Rustica (Hartberg)    |
| ja   | Datei hochladen | Bildstock HERIS-ID: 71613 Objekt-ID: 84806                                  | bei Ring 40 Standort KG: Schildbach        | Das als Hartberger Breitpfeiler ausgeführte Pestkreuz aus dem 17. Jahrhundert mit Sprenggiebel und Ziegelsatteldach zeigt auf seiner südlichen Schauseite ein Fresko der Pöllauer Schutzmantelmadonna, signiert mit PACHER, in der Sockelnische ein Fegefeuerfresko und in der Giebelnische die Taube des Heiligen Geistes mit der Inschrift Ren. 1968. Auf der Westseite zeigt der Bildstock den Viehpatron hl. Pankratius, im Osten den hl. Florian, auf der Rückwand den hl. Josef mit Kind. | BDA-Hist.: Q38128039 Status: § 2a Stand der BDA-Liste: 2025-06-30 Name: Bildstock GstNr.: 763/3                                                                    |
| ja   | Datei hochladen | Bildstock, Florianisäule HERIS-ID: 68739 Objekt-ID: 81774                   | bei Schildbach 25 Standort KG: Schildbach  | Der Florianisäule genannte Bildstock ist das alte Dorfkreuz, das nach der Brandkatastrophe von 1845 zu Ehren des Feuerpatrons umfunktioniert wurde. Vom Bautypus her ist die Florianisäule ein unregelmäßiger spätgotischer Tabernakelpfeiler, die halbkreisförmig abgeschlossenen Nischen des Tabernakelblock sprechen schon für die Renaissance und sind mit Email-Ikonen (hl. Martin, hl. Pankratius, drei trauernde Frauen) von Rudolf Huszar aus dem Jahre 1976 bestückt. Das ursprüngliche Pyramidendach wurde anlässlich der Umwidmung durch eine flache Platte ersetzt und darauf eine 135 cm hohe Statue des hl. Florians gesetzt. | BDA-Hist.: Q38120470 Status: § 2a Stand der BDA-Liste: 2025-06-30 Name: Bildstock, Florianisäule GstNr.: 767/5                                                     |

## Ehemalige Denkmäler
| Foto |                 | Denkmal                                                                                | Standort                                  | Beschreibung | Metadaten |
| ---- | --------------- | -------------------------------------------------------------------------------------- | ----------------------------------------- | --- | --- |
| ja   | Datei hochladen | Römerzeitliche villa rustica Löffelbach HERIS-ID: 2548bis 2021                         | Löffelbach 11 Standort KG: Löffelbach     | Die Villa Rustica in Löffelbach bei Hartberg zeigt die gut erhaltenen Grundmauern eines großen römischen Landsitzes (palastartige Peristylvilla mit Säulengang) aus dem 2. und 3. Jahrhundert nach Christus. Anmerkung: Kein Abgang, sondern andere Fassung des Schutzobjekts: die Villa und ihr Umgebungsbereich wurden zu einem Objekt zusammengefasst. | BDA-Hist.: Q2525689 Status: Bescheid Stand der BDA-Liste: 2021-07-01 Name: Römerzeitliche villa rustica Löffelbach GstNr.: 1229/2, 1230 Villa Rustica (Hartberg)               |
| ja   | Datei hochladen | Villenkomplex der römischen Kaiserzeit in Löffelbach HERIS-ID: 114012von 2021 bis 2021 | bei Löffelbach 12 Standort KG: Löffelbach | Das Objekt bezieht sich auf den Umgebungsbereich der Villa Rustica, deren Außenmauern rekonstruiert wurden. Anmerkung: Kein Abgang, sondern andere Fassung des Schutzobjekts: die Villa und ihr Umgebungsbereich wurden zu einem Objekt zusammengefasst.                                                                                                  | BDA-Hist.: Q107653055 Status: Bescheid Stand der BDA-Liste: 2021-07-01 Name: Villenkomplex der römischen Kaiserzeit in Löffelbach GstNr.: 1225, 1227, 1229/1, 1230, 1231, 1232 |